# Mesochorus hamatus
Mesochorus hamatus är en stekelart som beskrevs av Henry Keith Townes, Jr. 1945. Mesochorus hamatus ingår i släktet Mesochorus och familjen brokparasitsteklar. Inga underarter finns listade i Catalogue of Life.